# Fujiwara no Tamako
 (septembre 2016).
Fujiwara no Tamako est un nom japonais traditionnel ; le nom de famille (ou le nom d'école), Fujiwara, précède donc le prénom (ou le nom d'artiste).
Fujiwara no Tamako (藤原 璋子, 1101 – 10 septembre 1145), aussi connue sous le nom Taikenmon-in (待賢門院), est l'impératrice consort de l'empereur Toba du Japon et la mère des empereurs Sutoku et Go-Shirakawa. Elle est la fille ainée de Fujiwara no Kinzane (藤原公実).

## Biographie
Le père de Tamako meurt lorsqu'elle a sept ans et elle est élevée par l'empereur retiré Shirakawa et sa maitresse préférée Gion no Nyōgo (祇園女御). Une fois grande, elle est presque fiancée à l'héritier du régent Fujiwara, Fujiwara no Tadamichi mais son père Fujiwara no Tadazane encourt le mécontentement de Shirakawa en refusant l'offre en raison de rumeurs sur le comportement de Tamako.
Au début de 1118, avec Shirakawa pour parrain, Tamako entre à la cour de son cousin l'empereur Toba. À peine un mois plus tard, elle est investie comme impératrice consort (chūgū). À la mi-1119, elle porte le premier enfant de Toba, le prince Akihito. Au début de 1123, Shirakawa fait monter cet enfant âgé de cinq ans sur le trône en tant qu'empereur Sutoku et en 1124 Tamako se voit accorder le titre Taikenmon-in. À peu près à cette époque Tamako donne aussi à l'empereur la princesse Kishi, le prince Michihito et le prince Kimihito, mais ces deux derniers naissant handicapés. Elle donne naissance à la princesse Muneko en 1126, au prince Masahito moins d'un an plus tard, en 1127. Elle a son dernier enfant, le prince Motohito, en 1129.
Au total, Tamako donne sept enfants à Toba et l'accompagne également lors d'une visite aux Kumano-jinjas, mais cela se passe du temps de Shirakawa. Lorsque l'empereur retiré qui gouverne depuis longtemps meurt en 1129, la vie de Tamako vie prend un tournant pour le pire. L'empereur retiré Toba hérite du règne de Shirakawa, commande aux courtisans et isole le jeune empereur Sutoku. Il réinstalle le kampaku Fujiwara no Tadazane que Shirakawa avait démis et fait épouser Fujiwara no Yasuko, la sœur de Tadazane, au jeune empereur et l'investit du titre de kōgō. Par ailleurs, il déplace son affection de Tamako à une autre femme, Fujiwara no Nariko. En 1139, Toba nomme son fils de trois mois qu'il a eu avec Nariko, le prince Narihito, comme prince héritier et en 1141 presse Sutoku de démissionner, laissant Narihito prendre le trône sous le nom d'empereur Konoe.
Pendant ce temps et tandis que Nariko est investie comme kōgō de Toba, une série d'incidents se produisent qui donnent l'impression que quelqu'un essaye de maudire Nariko et une rumeur se répand que c'est Tamako qui tire les ficelles. Le Kojidan déclare en outre qu'une autre rumeur se répand selon laquelle Sutoku serait en fait le fils de Shirakawa, bien que cette rumeur n'est pas mentionnée ailleurs. En 1142, son pouvoir évanoui, Tamako se coupe les cheveux et se fait bhikkhuni (religieuse bouddhiste) au Hōkongō-in (法金剛院) qu'elle avait elle-même fait construire. Trois ans plus tard, le 10 septembre 1145, Tamako meurt dans la propriété de son frère aîné Sanjō Saneyuki (三条実行). Selon le journal intime de Fujiwara no Yorinaga pour ce jour-là, Toba accourt pour s'occuper d'elle et sur son lit de mort gémit bruyamment tout en sonnant une cloche de métal utilisée dans la récitation de sūtras.
En 1155, dix ans après la mort de Fujiwara no Tamako, l'empereur Konoe meurt à l'âge de 17 ans et le prince Masahito, fils de Tamako, est intronisé empereur Go-Shirakawa de façon inattendue . La cour se divise entre les partisans de Go-Shirakawa et les partisans de Sutoku, ce qui aboutit à la rébellion de Hōgen.

## Descendance
- 1119–1164 Prince impérial Akihito (顕仁親王), plus tard empereur Sutoku
- 1122–1133 Princesse impériale Kishi/Yoshiko (禧子内親王), saiin
- 1124–1129 Prince impérial Michihito (通仁親王)
- 1125–1143 Prince impérial Kimihito (君仁親王)
- 1126–1189 Princesse Muneko (統子内親王), plus tard Jōsaimon-in (上西門院)
- 1127–1192 Prince impérial Masahito (雅仁親王), plus tard empereur Go-Shirakawa
- 1129–1169 Prince impérial Motohito (本仁親王), devient plus tard prêtre sous le nom  Kakushō (覚性法親王)

## Source de la traduction
- (en) Cet article est partiellement ou en totalité issu de l’article de Wikipédia en anglais intitulé « Fujiwara no Tamako » (voir la liste des auteurs).